# Forsteronia gracilis
Forsteronia gracilis är en oleanderväxtart som först beskrevs av George Bentham, och fick sitt nu gällande namn av Muell. Arg.. Forsteronia gracilis ingår i släktet Forsteronia och familjen oleanderväxter. Inga underarter finns listade i Catalogue of Life.